# Shibusawa Eiichi
Shibusawa Eiichi (渋沢 栄一 (Sáp Trạch Vinh Nhất) Shibusawa Eiichi) là một nhà công nghiệp Nhật Bản, ông được xem là thủy tổ của chủ nghĩa tư bản Nhật, một trong 12 người lập nên nước Nhật.

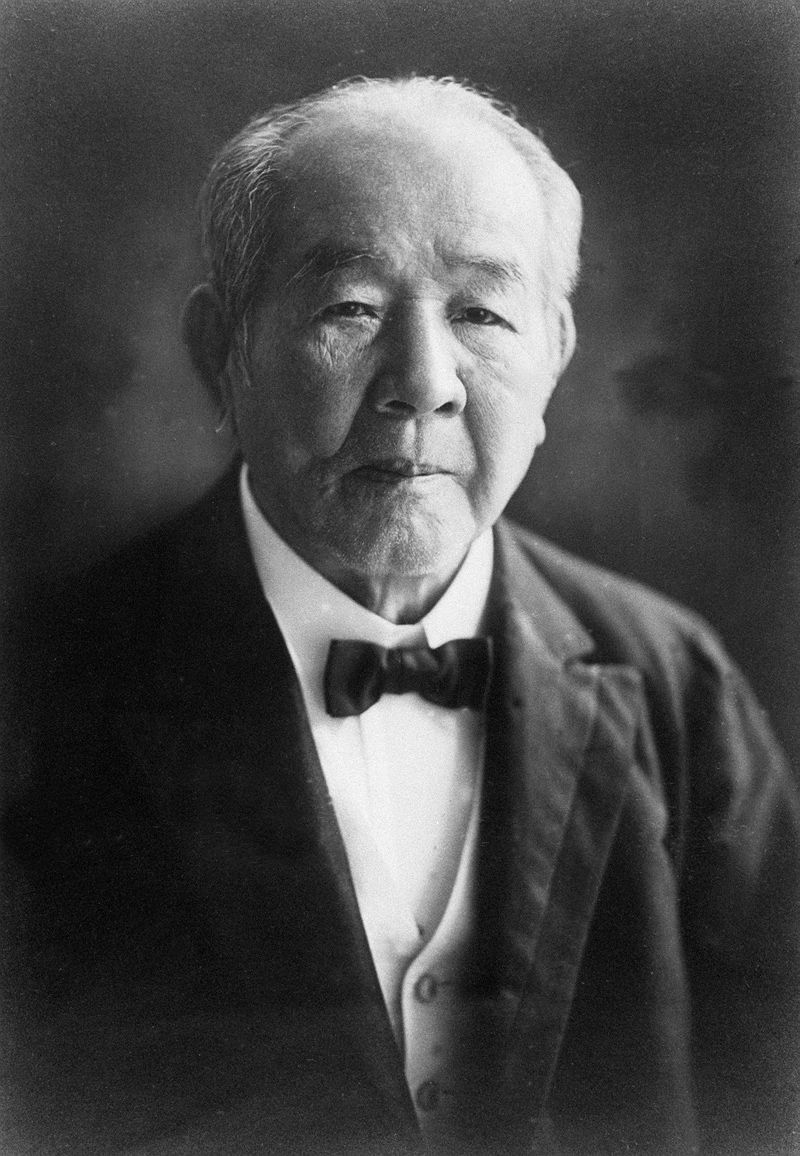
Shibusawa Eiichi - một trong 12 người lập nên nước Nhật.

Ông xuất thân từ một gia đình phú nông, làm nghề nuôi tằm, chế thuốc nhuộm bằng lá lam (lá tràm), và là một nhà kinh doanh tiểu công thương nhiều mặt ở quận Hanzawa, đất Musashino (nay là thị trấn Fukaya, tỉnh Saitama).

## Tham gia thể chế mạc phủ
Năm 22 tuổi, Shibusawa theo chủ nghĩa quốc tuý, tham gia vụ âm mưu đốt nhà người ngoại kiều ở Yokohama.
Năm 24 tuổi (1864), Shibusawa đã được nhận vào làm cho gia đình Hitotsubashi, một trong ba dòng họ mạc chúa Tokugawa. Khi công tử Yoshinobu được chọn lên làm mạc chúa (đời thứ 15), thì Shibusawa cũng trở thành một nhân vật trung tâm của thể chế mạc phủ.
Năm 27 tuổi (năm 1867, niên hiệu Khánh Ứng năm thứ ba) ông theo Tokugawa Akitake (徳川昭武) em của mạc chúa Yoshinobu, tham dự Hội chợ Vạn quốc ở Paris nên có dịp hiểu biết về hệ thống kinh doanh cũng như ngành công nghiệp của Âu Châu.
Tuy nhiên, nửa chừng cuộc viễn du châu Âu, cuộc cải cách Minh Trị xảy ra và mạc phủ Tokugawa bị giải tán.
Năm 1868 (niên hiệu Minh Trị nguyên niên), Shibusawa về nước, bèn cùng với gia đình Tokugawa lui về sống ở Shizuoka, ông giữ chức kế toán trưởng, là quan chức phát hành tiền tệ của phiên bang Sunpu trong một thời gian rất ngắn.

## Sự nghiệp
Chính quyền Minh Trị bắt tay vào việc xây dựng đất nước Nhật mới với các khẩu hiệu "phú quốc cường binh", "quyết theo kịp phương Tây". Nhưng họ thiếu một chuyên gia am hiểu các vấn đề tài chính, ngân hàng vì vậy họ tìm đến Shibusawa Eiichi.
Tháng 10 năm 1868 theo lời đề nghị của Ōkuma Shigenobu ông tham gia chính phủ và làm việc trong bộ Tài chính.
Năm 1869 (niên hiệu Minh Trị thứ hai), ông trở thành công chức Bộ Kho bạc của tân chính phủ. Việc mời người chế độ cũ tham gia giúp nước được đánh giá là một tấm gương sáng của người lãnh đạo chính trị của Nhật Bản thời kỳ Minh Trị dám vì lợi ích quốc gia mà cầu hiền tài.
Năm 1871 (niên hiệu Minh Trị thứ tư), đơn vị tiền tệ của Nhật đổi từ "lượng" thành Yen. Năm sau, chính phủ chế định điều lệ Ngân hàng quốc doanh với mục đích thiết lập hệ thống lưu thông tiền tệ, đồng thời, đốt bỏ những tiền giấy phi hối đoái đã phát hành từ trước. Shibusawa năm 1872, đã từ chức khỏi Bộ Kho bạc và vận động thiết lập "Ngân hàng quốc doanh số 1" để năm sau nữa, năm 1873, ông rời chính quyền và làm thống đốc ngân hàng này..

### Thiết lập hệ thống ngân hàng và lưu thông tiền tệ
Không chỉ có "Ngân hàng quốc doanh số 1," mà ông còn tham gia thiết lập rất nhiều ngân hàng mang tên có số hiệu tại mỗi địa phương. Shibusawa được xem là người thiết lập hệ thống lưu thông tiền tệ theo kiểu hiện đại cho Nhật Bản.

### Thiết lập hệ thống công nghiệp
Ngoài ngành ngân hàng, ông cũng là người thiết lập ra những công ty nổi tếng của Nhật Bản như năm 1873 (niên hiệu Minh Trị thứ sáu) ông lập công ty giấy ở Oji, Tokyo hoặc năm 1882 (niên hiệu Minh Trị thứ 15), ông đã sáng lập công ty Sợi Dệt Osaka. Đây chính là mốc khởi đầu của nền công nghiệp dệt may hiện đại của Nhật Bản nhờ vậy Nhật Bản đã dần dần trở thành nước hàng đầu thế giới về dệt may. Năm 1887 (niên hiệu Minh Trị thứ 20), ông đã sáng lập ra Công ty phân bón nhân tạo Tokyo.
Shibusawa đã tham gia vào sự thiết lập nhiều công ty khác như Điện lực Tokyo, Khí đốt Tokyo, Khách sạn đế quốc, Đường sắt mỏ than Hokkaido, Tàu biển Toyo, Đường sắt Kyofu, công ty bảo hiểm Tokyokajoukasaihoken, công ty xi măng Chichibu, khách sạn Đế quốc... gồm rất nhiều ngành nghề mà Shibusawa đã có quan hệ từ ngân hàng tới đường sắt, vận tải đường biển, xí nghiệp chế tạo, công ty mậu dịch... có thể nói, ông đã dựng nên khoảng năm trăm xí nghiệp lớn trong hầu hết các ngành nghề nhưng ông chưa hề để cho con cái dựa dẫm vào quyền lực và mối quan hệ để đưa vào làm vị trí lãnh đạo trong các công ty mà ông đã góp phần thành lập nên.

### Lập phòng thương mại Nhật Bản
Năm 1891 (niên hiệu Minh Trị thứ 24) ông đã lập và giữ chức Hội trưởng Phòng thương nghiệp Tokyo (sau này là Phòng thương công).

### Thiết lập các trường đại học
Ông cũng đã tích cực đóng góp trong việc phát triển giáo dục Nhật qua việc thành lập những đại học nổi tiếng như Hitotsubashi, Waseda, Kokushikan, Dousisha, Nihojoshi...

## Đánh giá

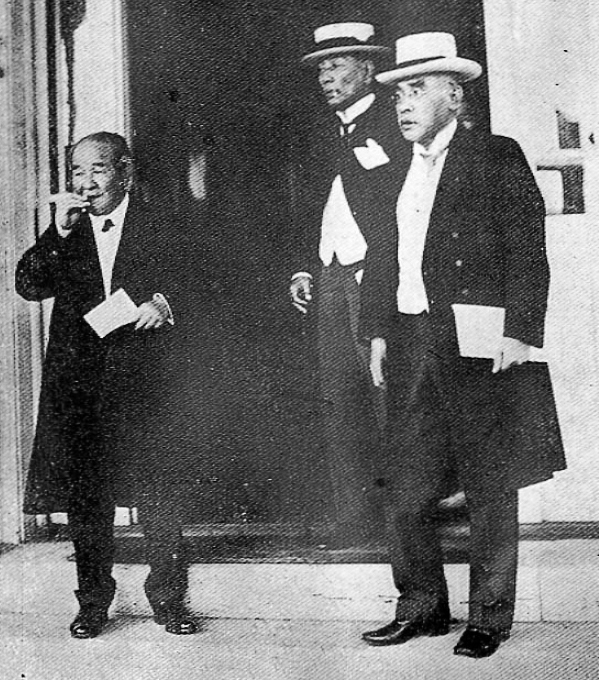
Thành viên Hội đồng phục hồi kinh tế sau trận động đất Kantō 1923: từ trái sang, Shibusawa, Bá tước Itō Miyoji, Nam tước Takaaki Katō.

Tên tuổi của Shibusawa Eiichi được ca ngợi mãi ở Nhật Bản, chiếm một vị trí lớn trong sách giáo khoa cho học sinh các cấp. Ông được xem là Thủy tổ của chủ nghĩa Tư bản Nhật. Ông được đánh giá là một trong những nhân vật lãnh đạo vĩ đại của thời kỳ Minh Trị và có thể nói ông là nhà doanh nghiệp vĩ đại nhất của Nhật xét từ mọi phương diện tài năng, đức độ, và mức độ ảnh hưởng đến quá trình đưa nước Nhật thành một cường quốc kinh tế.
Ông qua đời ngày 11 tháng 11 năm 1931. Mộ ông được giữ trân trọng tại Taninakareien, Tokyo.